# Cosas mías
Cosas mías es el cuarto y último álbum de estudio perteneciente al grupo de rock argentino Los Abuelos de la Nada editado bajo el sello Interdisc en el año 1986. Sería el último trabajo discográfico de la banda y también el de su líder Miguel Abuelo.

## Grabación y contenido
Luego de que la formación más exitosa se desintegrara en 1985, pasaron algunos meses en los cuales Miguel Abuelo se dedicó a realizar algunas presentaciones como solista mientras esperaba que el resto de los miembros decidiera volver al grupo. 
En marzo de 1986 supo que debía comenzar de cero una vez más y convocó a su amigo Kubero Díaz y a su sobrino Marcelo "Chocolate" Fogo. Con ellos, más Polo Corbella, baterista de la anterior formación y el tecladista Juan del Barrio, de esta manera comienzan los ensayos. Graban un demo de diez canciones, que incluía algunas de las que luego se incluyen en el álbum y una versión roquera de "Va Silvestre bajo el Sol" (del repertorio solista de Miguel Abuelo) en el estudio de Claudio Gabis, que más tarde iba a ser interpretada en dos actuaciones en vivo.
La idea inicial era que la formación tenga el nombre de Miguel Abuelo en Banda, pero al momento de editar el álbum Miguel es convencido por el dueño del sello para que firmen el disco como un nuevo trabajo de Los Abuelos de la Nada.
El material sale a la venta en octubre de ese mismo año, y el tema que da título a la placa no tarda en convertirse en uno de los hits del momento. Es presentado con cuatro funciones en el Teatro Opera. Luego de esta actuación, Polo Corbella dejaría la banda para retirarse de la música, siendo reemplazado por Claudio "Pato" Loza, quién era fanático de la banda, y a esta formación luego se sumó el ex saxofonista de Patricio Rey y sus redonditos de ricota, Willy Crook.

## Lista de canciones
- Todas las canciones fueron compuestas por Miguel Abuelo y Juan del Barrio, excepto las indicadas.

1. "Cosas mías" (Miguel Abuelo) - 3:40
2. "Cómo, quién, dónde" - 4:20
3. "Región dura" (Abuelo, Fogo) - 2:41
4. "Rock & roll sobre la alfombra" - 3:38
5. "Policías y ladrones" - 3:56
6. "Padre soltero" (Abuelo, Díaz) - 4:14
7. "Tu cola less" (Miguel Abuelo) - 3:38
8. "Capitán Calavera" (Rafael Lafleur, Miguel Abuelo) - 2:30
9. "Semental de Palermo" (Chocolate Fogo) - 3:57
10. "Festival de Corazones" (Kubero Díaz) - 3:33

## Músicos
- Miguel Abuelo:  voz principal y coros, percusiones
- Kubero Díaz: voz principal y coros, guitarra eléctrica
- Marcelo "Chocolate" Fogo: voz principal y coros, bajo
- Juan del Barrio: sintetizadores y sampler
- Polo Corbella: batería híbrida, caja de ritmos y coros

- Datos: Q5789861